# Intelligent Parking Assist

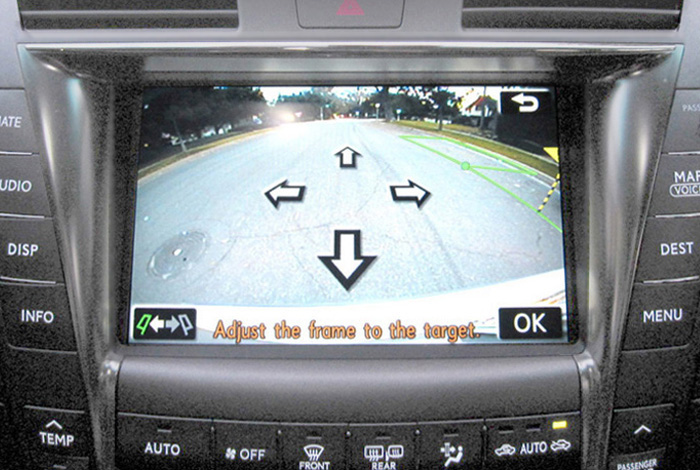
Wyświetlacz APGS lexusa

Intelligent Parking Assist - inteligentny system parkowania w samochodach Toyota, znany także pod nazwą System Intelligent Parking Assist, Inteligentny system parkowania, SIPA.
Obecnie (lipiec 2016) system jest dostępny w modelach Toyota Auris, Toyota Corolla, Toyota Prius, Toyota Prius+